# Kögning
Kögning ist ein Kirchdorf im oberbayerischen Landkreis Erding. Es ist ein Ortsteil der Gemeinde Steinkirchen.

## Geografie
Der Ort liegt einen Kilometer südöstlich von Steinkirchen im wald- und hügelreichen Erdinger Holzland auf 473 m ü. NHN.

## Geschichte
Die katholische Filialkirche St. Michael ist ein barocker Saalbau mit polygonalem Chorschluss und Spindelhelmturm, der Chor spätgotisch um 1500. Langhaus und Turm sind das Erstlingswerk von Johann Baptist Lethner 1733–1737.
Im Zuge der von Montgelas eingeleiteten Verwaltungsreformen in Bayern entstand mit dem Gemeindeedikt von 1818 die Gemeinde Steinkirchen, zu der auch Kögning gehört.